# Anthene mashuna
Anthene mashuna är en fjärilsart som beskrevs av Stevenson 1937. Anthene mashuna ingår i släktet Anthene och familjen juvelvingar. Inga underarter finns listade i Catalogue of Life.